# Calle de la Autonomía (San Sebastián)
La calle de la Autonomía es una vía pública de la ciudad española de San Sebastián.

## Descripción
La vía, que ostenta el título actual desde agosto de 1907, nace de la plaza de Easo y discurre paralela a la calle de la Fuente de la Salud. Tiene cruce con la de Pedro Egaña. Aparece descrita en Las calles de San Sebastián (1916) de Serapio Múgica Zufiria con las siguientes palabras:

Paseo de la Autonomía.—En sesión de 27 de Agosto de 1907, se acuerda rotular de este modo al paseo que se halla entre la Calle Particular de la Salud y la carretera, «porque este nombre asume sentimientos bien arraigados en todos los naturales del país Vascongado y en cuantos sin haber nacido en él, tienen la dicha de habitarlo». Ya se ve que la adopción de ese nombre, obedece a haberse hecho popular para significar el régimen privativo y secular del país vasco, y hasta para designar las facultades de que en el orden administrativo están investidas las Diputaciones de nuestra tierra. En tal sentido, son los vascos amadores entusiastas de la autonomía, porque ella viene a ser sinónima de lo que era el régimen foral para nuestros mayores.
(Múgica Zufiria, 1916, p. 180)